# 文曲站
文曲站（：／ Mungok yeok */?）是位于韩国江原特別自治道太白市黄池洞的一座鐵路站，属于太白线和太栢三角線。

## 历史
- 1962年12月20日 - 落成使用[1]。

## 相鄰車站
韓國鐵道公社
太白線
太白－文曲－栢山
太栢三角線
文曲－東栢山